# Eduard af Anhalt (født 1941)
 Ikke at forveksle med Eduard 1. af Anhalt.
Eduard, Prins af Anhalt (tysk: Eduard Prinz von Anhalt) (Julius Eduard Erdmann Ernst-August; født 3. december 1941) er en tysk prins, journalist og forfatter, der siden 1963 har været familieoverhovede for fyrstehuset Anhalt, der herskede over Hertugdømmet Anhalt indtil 1918.

## Biografi
Eduard blev den 3. december 1941 i Ballenstedt i Fristaten Anhalt i Tyskland som den yngste søn af den tidligere hertug Joachim Ernst af Anhalt i hans andet ægteskab med Editha Marwitz. Joachim Ernst døde den 18. februar 1947 i Buchenwald koncentrationslejr efter Anden Verdenskrig (hvor den blev kaldt NKVD speciallejr nr. 2) som fange af Sovjetunionen. Ved sin død blev Joachim Ernst efterfulgt som familieoverhoved for Huset Anhalt af sin ældste søn, Prins Friedrich. Da Prins Friedrich døde 25 år gammel den 9. oktober 1963 i München som følge af en bilulykke, efterfulgte Prins Eduard sin storebror som familieoverhovede.

## Eksterne links
- Wikimedia Commons har flere filer relateret til Eduard af Anhalt (født 1941)
- Slægten Askaniens officielle hjemmeside Arkiveret 21. august 2018 hos  Wayback Machine

| EduardHuset AskanienFødt: 3. december 1941 |                                                                    |                |
| Titler i prætendens                        |                                                                    |                |
| Foregående: Friedrich                      | — TITULÆR — Hertug af Anhalt siden 1963 Monarkiet afskaffet i 1918 | Efterfølgende: |